# بيبريدين
بيبريدين (يسمى أزينان حسب تسمية هانتش-فيدمان) هو مركب حلقي غير متجانس نتروجيني له الصيغة الكيميائية C5H11N، ويكون على شكل سائل عديم اللون له رائحة تشبه رائحة الأمونياك. يصنف البيبريدين ضمن الأمينات الحلقية، حيث يتألف من حلقة سداسية تحوي على خمس وحدات من مجموعة الميثيلين (-CH2-) بالإضافة إلى وحدة (-NH-).
اشتق اسم بيبريدين من Piper وهو الاسم اللاتيني للفلفل.

## الوفرة الطبيعية والتحضير
يعد البيبريدين بنيوياً أحد مكوّنات البيبرين الموجود طبيعياً في الفلفل الأسود.
عزل البيبريدين من الفلفل لأول مرة سنة 1819 من قبل الكيميائي هانز أورستد، في حين أن الكيميائي ألبرت لادنبورغ Albert Ladenburg هو أول من اصطنع البيبريدين كيميائياً.
يحضر البيبريدين بكميات جيدة من الهدرجة الحفزية للبيريدين باستخدام حفاز من نيكل راني (RaNi):
أو باستخدام حفاز من ثنائي كبريتيد الموليبدنوم MoS2.
يمكن التحضير أيضاً من البيريدين عن طريق تفاعل اختزال بيرتش المعدّل باستخدام الصوديوم في الإيثانول.

## الاستخدامات
يستخدم البيبريدين كمذيب عضوي في الصناعة، كما يدخل كمادة بادئة في تحضير مركبات أخرى متعددة.
على سبيل المثال، يستخدم البيبريدين في تحضير مركب dipiperidinyl dithiuram tetrasulfide، والمستخدم في تسريع عملية فلكنة المطاط.